# The Linq
The Linq (anciennement Flamingo Capri, Imperial Palace et The Quad) est un hôtel-casino de Las Vegas.

## Description
Situé entre le Harrah's Las Vegas et le Flamingo Las Vegas, le Quad Resort and Casino est construit sur le thème de l'Asie : son nom et son architecture renvoient aux cités impériales japonaise (Kōkyo) et chinoise (La Cité interdite).
L'hôtel comprend 2 700 chambres et plusieurs restaurants (Cockeyed Clam, Emperor's Buffet, Fireside, Pizza Palace, ...). Il dispose aussi d'une piscine, d'un spa et d'une chapelle de mariage.
Son attraction principale est The Auto Collection, une exposition de voitures anciennes.
Il apparaît dans le jeu GTA San Andreas, sous le nom de The Four Dragon Casino. Il est le principal casino du jeu et le personnage principal acquiert même des parts dans le casino.

## Histoire
En 1959, le casino porte le nom de Flamingo Capri. En 1979, son nouveau propriétaire lui donne le nom d'Imperial Palace. 
En 2012, le casino est renommé Quad Resort and Casino. En 2014, le casino est renommé The Linq Hotel and Casino.
Le 14 mai 2019, ESPN et Caesars Entertainment annoncent un accord pour du contenu de paris en ligne sportif et la construction d'un studio ESPN au sein du LINQ